# Бременска литературна награда
„Бременската литературна награда“ (на немски: Literaturpreis der Stadt Bremen) е учредена през 1954 г. от сената на град Бремен. От 1962 г. наградата се финансира от Фондация Рудолф Александер Шрьодер. Паричната премия възлиза на 20 000 €.
От 1977 г. се присъжда и поощрителна награда в размер на 6000 €.

## Носители на наградата (подбор)
- Илзе Айхингер (1955)
- Ернст Юнгер (1956)
- Ингеборг Бахман (1957)
- Паул Целан (1958)
- Зигфрид Ленц (1962)
- Криста Райниг (1964)
- Томас Бернхард (1965)
- Волфганг Хилдесхаймер (1966)
- Хелга М. Новак (1968)
- Хорст Бинек (1969)
- Габриеле Воман (1971)
- Юрг Аклин (1972)
- Гюнтер Хербургер (1973)
- Юрек Бекер (1974)
- Франц Инерхофер (1975)
- Паул Ницон (1976)
- Николас Борн (1977)
- Криста Волф (1978)
- Александер Клуге (1979)
- Уве Тим (1979) (поощрение)
- Петер Рюмкорф (1980)
- Кристоф Мекел (1981)
- Петер Вайс (1982)
- Ерих Фрид (1983)
- Паул Вюр (1984)
- Херта Мюлер (1985) (поощрение)
- Фолкер Браун (1986)
- Юрген Бекер (1987)
- Петер Хандке (1988)
- Норберт Гщрайн (1989) (поощрение)
- Вилхелм Генацино (1990)
- Фриц Рудолф Фриз (1991)
- Дурс Грюнбайн (1992) (поощрение)
- Ханс-Улрих Трайхел (1993) (поощрение)
- Волфганг Хилбиг (1994)
- Елфриде Йелинек (1996)
- Юдит Херман (1999) (поощрение)
- Адолф Ендлер (2000)
- Александер Клуге (2001)
- В. Г. Зебалд (2002) (посмъртно)
- Юли Це (2002) (поощрение)
- Улрих Пелцер (2003)
- Луц Зайлер (2004)
- Бригите Кронауер (2005)
- Антйе Равич Щрубел (2005) (поощрение)
- Райнхард Иргл (2006)
- Фелицитас Хопе (2007)
- Саша Станишич (2007) (поощрение)
- Ханс Йоахим Шедлих (2008)
- Клеменс Й. Зец (2010)
- Фридерике Майрьокер (2011)
- Андреа Грил (2011) (поощрение)
- Марлене Щреерувиц (2012)
- Волф Хаас (2013)
- Клеменс Майер (2014)
- Марсел Байер (2015)
- Терезия Мора (2017)
- Томас Лер (2018)
- Арно Гайгер (2019)